# 象山新石器文化遗址
象山新石器文化遗址，位于中国广东省汕头市南澳县后宅镇北面村，现为南澳县文物保护单位，类型为古遗址，公布时间为1999年9月24日。
象山新石器文化遗址的历史年代为约8000年前。